# Heteroclinus eckloniae
Heteroclinus eckloniae conocido comúnmente como  Kelp weedfish (pez de entre las algas) en Australia,  es una especie de clinidae, del género Heteroclinus, es un pez de pequeño tamaño, sin escamas encontrado en los arrecifes de coral, alrededor del sur de Australia, en el pacífico occidental y el océano Índico. Fue nombrado por primera vez por R.J. McKay en 1970, bajo el nombre de Clinus eckloniae; puede alcanzar u máximo en largo de 11 cm.